# Lio Tipton
Lio Tipton (Minneapolis, 9 de novembro de 1988) é uma modelo, ator e ex-patinadora artística estadunidense.

## Biografia

### Vida pessoal
Lio Tipton nasceu no dia 9 de Novembro de 1988 em Minneapolis, Minnesota. Quando tinha 8 anos, a sua família mudou-se para Sacramento, Califórnia, onde mais tarde estudou em St. Francis High School a área Cinema na Nova York Film Academy's School programa da Universal Studios, em Los Angeles. Estuda cinema no Marymount College, em Palos Verdes, na Califórnia.
Lio também foi uma defensora da Invisible Children. Ela participou da Noite Global Commute no parque Cesar Chavez.
Tipton, uma vez encontrou traficantes de mulheres que se faziam passar por agentes de modelos. Ela disse aos juízes do America's Next Top Model que esses traficantes prometeram que ela seria modelo, mas foram sempre adiando a sua entrada na agência de modelos. Ela foi vendida a um príncipe saudita, mas percebeu o que estava a acontecer e conseguiu livrar-se da situação antes que o negócio fosse concluído.
Antes de participar no America's Next Top Model, Lio havia posado para os fotógrafos Shaun Pfeipher e Robert Dahey, e posou para uma campanha publicitária Grazia Magazine, produzido por Alejandra Garibay. Lio assinou com a Model&Talent em Los Angeles e desfilou no Los Angeles Fashion Week Fall 2008 para o designer Kelly Nishimoto na sua colecção de Outono de 2008.

## Filmografia
| Ano  | Titulo               | Papel          | Notas                     |
| ---- | -------------------- | -------------- | ------------------------- |
| 2011 | The Green Hornet     | Anna Lee       | Cinema                    |
| 2011 | Crazy, Stupid, Love. | Jessica Riley  | Cinema                    |
| 2011 | Damsels in Distress  | Lily           | Cinema                    |
| 2012 | Buttwhistle          | Rose           | Cinema                    |
| 2013 | Warm Bodies          | Nora           | Cinema                    |
| 2014 | Lucy                 | Caroline       | Cinema                    |
| 2014 | Two Night Stand      | Megan          | Cinema                    |
| 2015 | Limitless            | Shauna         | Série (1 Episódio - 1x03) |
| 2015 | The Big Bang Theory  | Vanessa Benett | Série (1 Episódio - 9x08) |
| 2016 | Viral                | Stacey         |                           |